# Rodriguezia fernandezii
Rodriguezia fernandezii är en orkidéart som beskrevs av Dodson och David Edward Bennett. Rodriguezia fernandezii ingår i släktet Rodriguezia och familjen orkidéer. Inga underarter finns listade i Catalogue of Life.